# واژگونی رودخانه شمالی

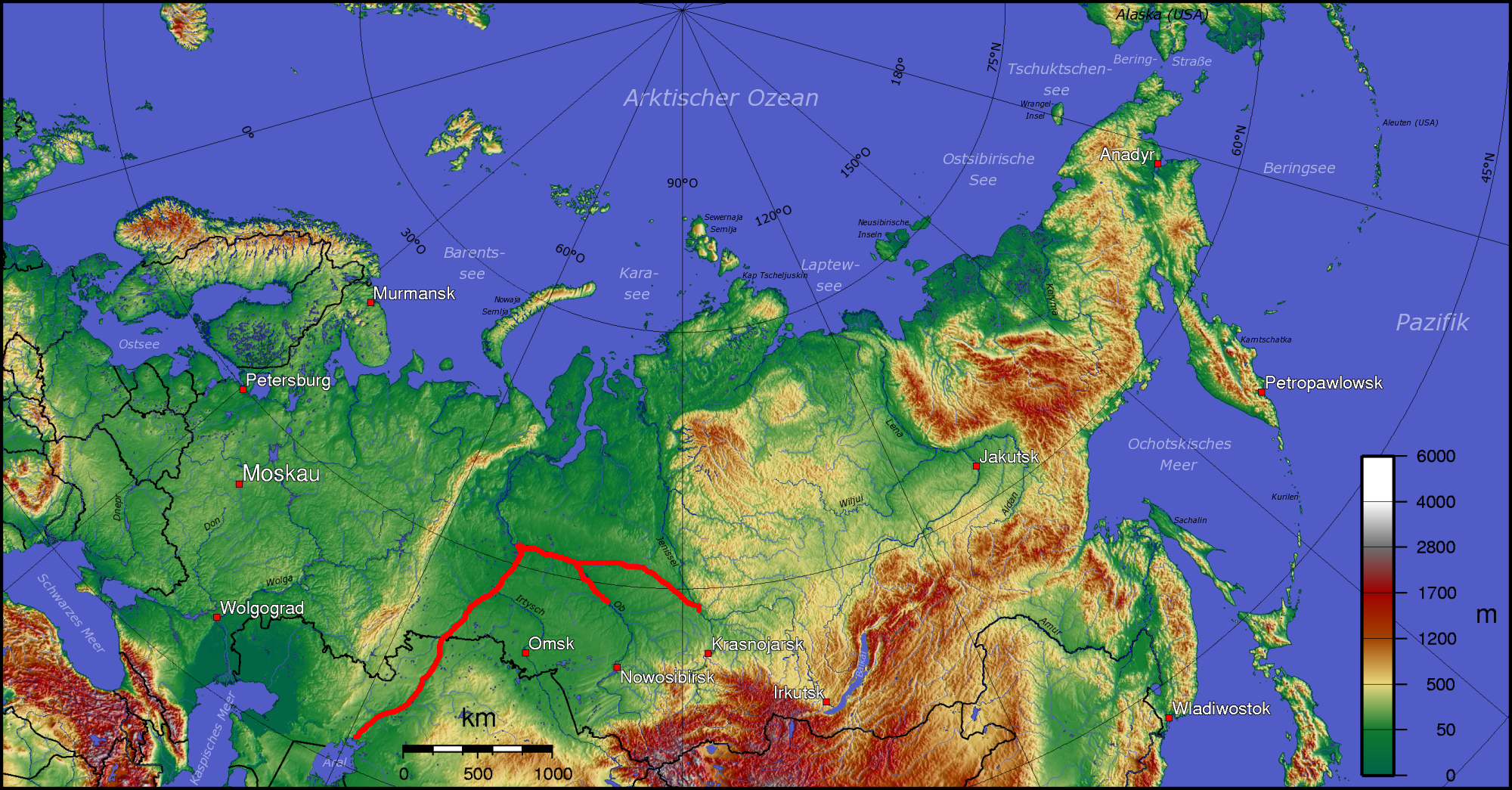
طرح یکی از مسیرهای اصلی پیشنهادی انتقال آب (از طریق کانال ینی‌سئی-اوب، پایین رودخانه اوب، بالا رودخانه‌های ایرتیش و ایشیم، و سپس از طریق کانالی به حوضه دریای آرال). این طرح شامل کانال‌های دیگری (که نشان داده نشده‌اند) برای انتقال آب به سمت جنوب می‌شد.

معکوس کردن مسیر رودخانه شمالی یا معکوس کردن مسیر رودخانه سیبری، پروژه‌ای بلندپروازانه برای منحرف کردن جریان رودخانه‌های شمالی در اتحاد جماهیر شوروی بود که «بی‌فایده» به اقیانوس منجمد شمالی می‌ریزند و آن را به سمت جنوب و به سمت مناطق کشاورزی پرجمعیت آسیای مرکزی که فاقد آب هستند، منحرف می‌کردند.
کار تحقیق و برنامه‌ریزی روی این پروژه در دهه ۱۹۳۰ آغاز شد و در دهه‌های ۱۹۶۰ تا اوایل دهه ۱۹۸۰ در مقیاس وسیعی انجام شد. این پروژه بحث‌برانگیز در سال ۱۹۸۶، عمدتاً به دلایل زیست‌محیطی، بدون انجام کارهای ساختمانی واقعی، رها شد.

## توسعه پروژه‌های تغییر مسیر رودخانه

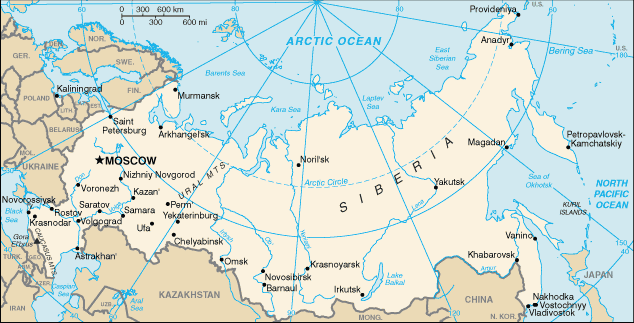
نقشه روسیه که رودخانه‌هایی را نشان می‌دهد که می‌توانند از قطب شمال تغییر مسیر دهند

پروژه تغییر مسیر رودخانه‌های سیبری به دهه ۱۸۳۰ میلادی برمی‌گردد، زمانی که الکساندر شرنک، نقشه‌بردار تزاری، آن را پیشنهاد داد، زمانی که پروژه‌های بزرگ مهندسی کانال (یعنی کانال‌های سوئز و پاناما) در حال شکل‌گیری بودند.
پروژه تغییر مسیر بخشی از جریان رودخانه‌های شمالی به سمت جنوب، در مقیاس کوچک‌تر، در دهه ۱۹۳۰ مورد بحث قرار گرفت. در نوامبر ۱۹۳۳، کنفرانس ویژه آکادمی علوم اتحاد جماهیر شوروی طرحی را برای «بازسازی ولگا و حوضه آن» تصویب کرد که شامل انحراف بخشی از آب‌های پچورا و دووینای شمالی به ولگا بود - دو رودخانه در شمال روسیه اروپایی که به دریاهای اقیانوس منجمد شمالی می‌ریزند. سپس تحقیقات در این راستا توسط هیدروپروجکت، مؤسسه سد و کانال به رهبری سرگئی یاکوولویچ ژوک، انجام شد. برخی از نقشه‌های طراحی توسط مؤسسه ژوک تهیه شدند، اما بدون تبلیغات زیاد یا کار ساختمانی واقعی.
در ژانویه ۱۹۶۱، چند سال پس از مرگ ژوک، نیکیتا خروشچف یادداشتی از ژوک و مهندس دیگری به نام جی. روسو، در مورد طرح تغییر مسیر رودخانه به کمیته مرکزی حزب کمونیست اتحاد جماهیر شوروی ارائه داد. علیرغم برکناری خروشچف در سال ۱۹۶۴، مذاکرات در مورد پروژه‌های تبدیل رودخانه‌های اصلی پچورا، توبول، ایشیم، ایرتیش و اوب در اواخر دهه ۱۹۶۰ از سر گرفته شد.
حدود ۱۲۰ مؤسسه و آژانس در مطالعهٔ تأثیر که توسط آکادمی علوم هماهنگ شده بود، شرکت کردند؛ دوازده کنفرانس در این مورد برگزار شد. مروجان این پروژه ادعا کردند که تولید غذای اضافی به دلیل در دسترس بودن آب سیبری برای آبیاری در آسیای مرکزی می‌تواند غذای حدود ۲۰۰ میلیون نفر را تأمین کند.
این برنامه‌ها نه تنها شامل آبیاری، بلکه شامل احیای دریاچه آرال و دریای خزر که در حال کوچک شدن بودند نیز می‌شد.
در دهه ۱۹۷۰ ساخت و ساز برای منحرف کردن رودخانه پچورا از طریق رودخانه کاما به سمت ولگا و دریای خزر در جنوب غربی روسیه آغاز شد. در سال ۱۹۷۱، در جلسه‌ای از آژانس بین‌المللی انرژی اتمی در وین، شوروی اطلاعاتی در مورد عملیات خاکی در مسیر کانال پچورا-کاما با استفاده از سه انفجار هسته‌ای ۱۵ کیلوتنی برای اقتصاد ملی در فاصله ۱۶۵ متر (۵۴۰ فوت) فاش کرد. از هم جدا شده، که نشان دهندهٔ ریزش رادیواکتیو ناچیز است. با این حال، هیچ کار ساختمانی دیگری، چه هسته‌ای و چه غیر آن، روی آن کانال انجام نشد.
تخمین زده شد که اگر این روند ادامه می‌یافت، برای تکمیل ترازبندی کانال، به ۲۵۰ انفجار هسته‌ای دیگر نیاز بود. آلودگی روی سطح قابل مدیریت تشخیص داده شد. در ایالات متحده، نظر کارشناسان متفاوت بود و برخی این پروژه را تأیید می‌کردند. گلن ورث، فیزیکدان آزمایشگاه لارنس لیورمور دانشگاه کالیفرنیا، اظهار داشت که این روش «هم ایمن و هم اقتصادی» است. برخی دیگر از کاهش جریان آب رودخانه‌ها نگران سرد شدن آب و هوا بودند، در حالی که برخی دیگر فکر می‌کردند افزایش شوری، یخ‌ها را ذوب کرده و باعث گرم شدن زمین می‌شود. کار بیشتر روی این کانال آبیاری خیلی زود متوقف شد.
در دهه ۱۹۸۰ پیشنهاد شد که حداقل ۱۲ رودخانه متصل به اقیانوس منجمد شمالی به سمت جنوب تغییر مسیر دهند. در آن زمان تخمین زده می‌شد که اگر سالانه ۳۷٫۸ میلیارد متر مکعب آب اضافی به سمت اروپایی روسیه و ۶۰ میلیارد متر مکعب به سیبری بازگردانده شود، یک یخبندان دیگر رخ خواهد داد (و ذوب شدن یخ‌ها در بهار را به تأخیر می‌اندازد) و فصل کوتاه کشت در شمال را دو هفته کوتاه‌تر خواهد کرد. در آن زمان، نگرانی زیادی در مورد تأثیر نامطلوب سرمایش اقلیمی وجود داشت و این امر به مخالفت‌ها دامن زد و این طرح مورد توجه قرار نگرفت. نگرانی‌ها از مشکلات جدی ناشی از یخ ضخیمی که انتظار می‌رفت تا پس از زمستان در مخازن پیشنهادی باقی بماند، وجود داشت. همچنین بیم آن می‌رفت که طولانی شدن هوای زمستانی باعث افزایش بادهای بهاری و کاهش باران‌های حیاتی شود. نگران‌کننده‌تر اینکه، برخی دانشمندان هشدار دادند که اگر اقیانوس منجمد شمالی با آب شیرین دوباره پر نشود، شورتر می‌شود و نقطه انجماد آن پایین می‌آید و یخ‌های دریا شروع به ذوب شدن می‌کنند و احتمالاً روند گرمایش جهانی آغاز می‌شود. دانشمندان دیگر نگران بودند که عکس این اتفاق بیفتد: با کاهش جریان آب شیرین گرم‌تر، یخ‌های قطبی ممکن است گسترش یابند. مایکل کلی، اقلیم‌شناس بریتانیایی، دربارهٔ عواقب دیگر این تغییر مسیر هشدار داد: تغییرات در بادها و جریان‌های قطبی ممکن است بارندگی را در مناطقی که از تغییر مسیر رودخانه بهره‌مند می‌شوند، کاهش دهد.

## انتقاد از این پروژه و لغو آن
در سال ۱۹۸۶، قطعنامه‌ای با عنوان «در مورد توقف کار بر روی انتقال بخشی از جریان رودخانه‌های شمالی و سیبری» توسط دفتر سیاسی کمیته مرکزی حزب کمونیست اتحاد جماهیر شوروی تصویب شد که بحث در مورد این موضوع را بیش از یک دهه متوقف کرد. اتحاد جماهیر شوروی و سپس روسیه این مطالعات را با دیگر قدرت‌های منطقه‌ای ادامه داده‌اند و هزینه‌ها و مزایای بازگرداندن رودخانه‌های سیبری به جنوب و استفاده از آب تغییر مسیر یافته در روسیه و کشورهای آسیای مرکزی به علاوه مناطق همسایه چین را برای کشاورزی، مصارف خانگی و صنعتی و شاید همچنین برای احیای جریان آب به دریای آرال سنجیده‌اند.

## درخواست‌ها برای از سرگیری پروژه
در اوایل قرن بیست و یکم، علاقه به این پروژه «بازگشت آب» سیبری دوباره از سر گرفته شد و کشورهای آسیای مرکزی (نورسلطان نظربایف، رئیس‌جمهور قزاقستان ، اسلام کریموف، رئیس‌جمهور ازبکستان و همچنین روسای جمهور قرقیزستان و تاجیکستان) اجلاس غیررسمی با روسیه و چین برای بحث در مورد این پروژه برگزار کردند. این پیشنهادات با استقبال پرشور یکی از بانفوذترین سیاستمداران روسیه در آن زمان، یعنی یوری لوژکوف، شهردار مسکو، روبرو شد.